# Adin (Kalifornien)
Adin ist ein census-designated place (CDP) im Modoc County im US-Bundesstaat Kalifornien mit 205 Einwohnern (Stand: 2020).

## Lage
Adin liegt in dem Talkessel Big Valley im nordöstlichen Kalifornien am Südrand des Modoc County und grenzt südlich an das benachbarte Lassen County. Durch den Ort fließt der Ash Creek in westlicher Richtung. Durch Adin führt die California State Route 299 (CA 299), die Nordkalifornien von West nach Ost durchquert und von Arcata an der Pazifikküste über Redding nach Alturas und Cedarville nahe der Grenze zu Nevada führt. In Adin kreuzt die CA 299 die California State Route 139, die in nord-südlicher Richtung von Tulelake an der Grenze zu Oregon nach Susanville im Lassen County führt.
Südlich der Ortschaft liegt der Adin Airport mit einer 900 Meter langen Landepiste. Die nächstgelegene Stadt ist Alturas, 50 km Luftlinie nordöstlich von Adin.

## Geschichte
Der Ort wurde 1869 von Adin McDowell gegründet und im folgenden Jahr 1870 nach ihm benannt. Die ältesten Gebäude des Ortes sind die „Adin Community Bible Church“ aus dem Jahr 1888 und der „Old General Store“ aus dem Jahr 1906.

## Bevölkerung
Im Rahmen der Volkszählung der USA im Jahr 2010 (United States Census 2010) lebten zum 1. April 2020 in Adin 272 Menschen. Hierbei ist zu beachten, dass Adin zur Volkszählung 2010 erstmals als census-designated place definiert wurde, sodass die Zahlen aus den früheren Volkszählungen, die deutlich höher lagen (ca. 600 Einwohner), nicht vergleichbar sind.
Die Ortschaft weist einen hohen Anteil von Einwohnern deutschstämmiger Herkunft auf: Im Rahmen des Zensus im Jahr 200 wurden von den rund 600 Einwohnern in dem Gebiet rund um Adin 98 Personen ermittelt, deren Herkunft auf deutsche Einwanderer zurückgeht.

## Kultur
In Adin, unmittelbar an der CA 139, liegt die Adin Community Bible Church.